# Guaraciama
Guaraciama es un municipio brasilero del estado de Minas Gerais. Su población estimada en 2004 era de 4.731 habitantes.
Se dice que el nombre Guaraciama viene de los indios Guaraci.